# Reset (gruppo musicale)
I Reset sono un gruppo musicale canadese formatosi nel 1993 a Montréal, in Canada.

## Storia del gruppo
La band viene formata nel 1993 da Pierre Bouvier e Chuck Comeau, attuali componenti della band pop punk canadese Simple Plan, quando avevano solo 13 anni.
Quando la band fu completa, i membri erano Pierre Bouvier (voce), Philippe Jolicoeur (chitarra e voce secondaria), Chuck Comeau (batteria) e Jean-Sébastien Boileau (basso). Inizialmente la band si chiamò Roach, ma a causa dell'omonimia con un'altra band canadese, il nome fu cambiato in Reset.
Dopo la cassetta demo Concerned, la band incise nel 1997 il suo primo album in studio No Worries, prodotto da Rod Shearer. Nel 1998 Boileau lasciò la band e Pierre Bouvier prese il suo posto al basso. Successivamente anche Comeau lasciò la band per finire gli studi, venendo rimpiazzato da Adrian White.
Nel 1999 la band pubblicò il secondo album No Limits, registrato a Vancouver, Columbia Britannica, e prodotto da Greg Reely. In questo periodo Pierre rincontra l'amico Comeau e decide di lasciare la band per formare con lui i Simple Plan. Sarà David Desrosiers a prendere il posto di cantante nella band, anche se solo per 6 mesi: contattato da Pierre e Chuck, andrà anche lui a far parte dei Simple Plan come bassista.
Divenuto Philippe Jolicoeur la voce principale del gruppo, i Reset incidono il loro terzo album nel 2003, chiamato Radioactive. Prodotto e mixato interamente da Joliceur, fu il primo album pubblicato dalla sua etichetta, Indy Rekordz Inc. Nel marzo 2008, a distanza di 5 anni dal suo ultimo lavoro, la band pubblica il quarto album di inediti No Intensity.
Nel 2013 la band firma con la Cruzar Media, con cui pubblica il suo quinto album The Antidote.
Nel marzo 2014 viene annunciato che i Reset parteciperanno all'Amnesia Rock Fest del luglio dello stesso anno, ma con la formazione risalente agli anni del loro album di debutto, No Worries.

## Formazione

### Formazione attuale
- Philippe Jolicoeur – voce, chitarra (1993-presente)
- Steven Drudi – chitarra (2012-presente)
- Adrian White – batteria, chitarra, tastiera, voce secondaria (1998-2001, 2010-presente)
- Justin Brandreth – basso (2011-presente)

### Ex componenti
- Pierre Bouvier – voce, basso (1993-1999)
- Chuck Comeau – batteria (1993-1998)
- Jean-Sébastien Boileau – basso (1994-1998)
- David Desrosiers – voce, basso (2000)
- Dave Barbaccia – basso, voce secondaria (2005)
- Claude Plamondon – basso, voce secondaria (2005-2010)
- Martin Gendreau – batteria (2005-2010)
- Julien Bédard – basso (2010-2011)
- Matt Kapuszczak – chitarra, voce secondaria (2010-2011)

## Discografia

### Album in studio
- 1997 – No Worries
- 1999 – No Limits
- 2003 – Radioactive
- 2008 – No Intensity
- 2014 – The Antidote

### Raccolte
- 2006 – No Worries/No Limits

### Demo
- 1995 – Concerned